# カノ航空惨事
カノ航空惨事（カノこうくうさんじ）は、1973年1月22日に発生した航空事故である。キング・アブドゥルアズィーズ国際空港発ムルタラ・モハンマド国際空港行きだったチャーター便（ボーイング707-3D3C）が、マラム・アミヌ・カノ国際空港への着陸時に大破し出火した。乗員乗客202人中176人が死亡した。

## 事故機
事故機のボーイング707-3D3C（JY-ADO）は、1971年に初飛行を行っており、アリアがナイジェリア航空便として運航していた。エンジンは、4基のプラット・アンド・ホイットニー JT3Dを搭載していた。

## 事故の経緯
この便は、ナイジェリア航空がチャーターした便で、搭乗者の多くはサウジアラビアのジェッダからナイジェリアのラゴスへ向かう巡礼者であった。事故当時、ラゴス周辺の天候が悪かったため、パイロットはナイジェリアのカノへのダイバートを行った。カノ国際空港は当時強風が吹いていた。着陸時、ノーズギアが最初に接地し滑走路の窪みに接触し破損した。その後右メインギアも破損し機体は滑走路を逸脱、180度回転し停止した。事故の衝撃により火災が発生し、乗員乗客202人中176人が死亡した。
この事故は、14か月後にトルコ航空981便墜落事故が発生するまでは史上最悪の航空事故となっていた。